# Maximilian Frederik Hendrik von Korff gen. Schmising
Maximilian Frederik Hendrik von Korff gen. Schmising (* 1779 in Münster; † 2. Februar 1840 ebenda) war Amtsdroste im Hochstift Münster.

## Leben

### Herkunft und Familie
Maximilian Frederik Hendrik wuchs als Sohn des Clemens August Heinrich von Korff gen. Schmising (1749–1821, Oberhofmarschall) und seiner Gemahlin Elisabeth Bernhardine von Nagel zu Loburg (1756–1809) zusammen mit seinen Geschwistern Maximilian Franz (1781–1850, Landrat im Kreis Halle), Bernhardine (1785) und Clemens August Karl (1791–1864, Landrat im Kreis Warendorf) in der uralten westfälischen Adelsfamilie von Korff auf. Am 30. Juli 1803 heiratete er in Münster Sophia Ludovica von Galen (1784–1805, Tochter des Clemens August Josef von Galen zu Assen). Aus der Ehe ging der Sohn Clemens August, Landrat im Kreis Halle, hervor. Nach Ludovicas Tod war er mit Therese von Boeselager (1780–1859) verheiratet. Aus dieser Ehe stammen die Kinder Maximilian (1809–1861, Landrat im Kreis Lüdinghausen) und Auguste (1815–1895).

### Werdegang und Wirken
Nachdem sein Vater auf das Drostenamt verzichtet hatte, wurde Maximilian Frederik am 15. März 1802 zum Drosten des Amtes Cloppenburg bestallt und leistete seinen Amtseid vor dem Domkapitel am 19. März. In Hamburg studierte er Forstwirtschaft, während dessen ihn sein Vater im Drostenamt vertrat. Am 5. Mai des Jahres 1802 wurde er nochmals vereidigt. Im Jahre 1821 erbte er als achter Tatenhausener Erbfolger das Gut Duderstadt. In den Jahren 1809 bis 1811 hat Maximilian Frederik den Neubau der Löninger Kirche derart beeinflusst, dass auf sein Betreiben hin der Plan des münsterschen Architekten Johann Nepomuck Schmidts für den Kirchenneubau verwirklicht wurde. Am 25. April 1809 legte er als Baudirektor im Namen des Herzogs von Oldenburg den Grundstein der neuen St.-Vitus-Kirche. 1811 trat er als Droste des Amtes Cloppenburg zurück und zog sich auf sein Gut Tatenhausen zurück.
Er war 1826 bis 1837 Mitglied des Provinziallandtages der Provinz Westfalen für den Ost-Münster und die Ritterschaft.